# Linia M1 metra w Kopenhadze
Linia M1 metra w Kopenhadze – jedna z czterech linii metra w Kopenhadze, która wiedzie od stacji Vanløse na zachodzie miasta do stacji Vestamager na południu. Jest ona oznaczana kolorem zielonym.
Decyzję o budowie linii podjęto w 1992 roku decyzją duńskiego parlamentu. Finansowanie linii miało w 45% pokryć miasto, natomiast w 55% inwestycja była dotowana z budżetu centralnego. Miała ona połączyć rozwijający się w dużym tempie region Ørestad z centrum Kopenhagi. W 1994 roku podjęto decyzję o budowie drugiego etapu linii metra M1 na odcinku do stacji Vanløse na południu miasta. Podpisano kontrakt z konsorcjum firm budowlanych Astaldi, Bachy, SAE, Ilbau, NCC Rasmussen & Schiøtz Anlæg oraz Tarmac Construction. Jednocześnie jako dostawcę wagonów metra wybrano przedsiębiorstwo AnsaldoBreda, które zaoferowało pociągi bazujące na rozwiązaniach firmy Hitachi. W listopadzie 1996 roku rozpoczęto budowę, a w drugiej połowie 1997 roku dostarczono dwie maszyny drążące, które nazwano „Liva” i „Bette”. Budowa częściowo polegała na budowie nowych odcinków, a w niektórych fragmentach na adaptacji istniejącej linii S-tog.
Linia otwarta została 19 października 2002 roku na odcinku Nørreport–Vestamager. Drugi odcinek do stacji Vanløse otwarto rok później. Cała linia liczy 15 stacji i 13,7 km długości. Na odcinku zachodnim, tj. od stacji Vanløse do stacji Christianshavn jest połączona z linią M2. Jej centralny odcinek poprowadzony jest w tunelu, natomiast początkowy i końcowy na powierzchni.
Linia kursuje przez całą dobę oraz siedem dni w tygodniu. W godzinach szczytu linia kursuje w 4-minutowym takcie, poza szczytem – co 6 minut, natomiast w nocy co 15 minut. W związku z połączeniem z linią M2 na początkowym odcinku, na trasie Vanløse – Christianshavn pociągi kursują nawet co 2 minuty w szczycie komunikacyjnym.
Cała linia liczy 16 stacji i 14,3 km długości. Na odcinku zachodnim, tj. od stacji Vanløse do stacji Christianshavn jest połączona z linią M2, która następnie odbija do portu lotniczego Kopenhaga-Kastrup zlokalizowanego na południowo-wschodnich obrzeżach miasta. Jej centralny odcinek poprowadzony jest w tunelu, natomiast początkowy i końcowy na powierzchni.
Na linii M1 wykorzystywane są te same pociągi, co na linii M2, które stacjonują na stacji techniczno-postojowej Vestamager. Są to 34 bezzałogowe autonomiczne pociągi o długości 39 metrów.
Na trasie metra na wielu stacjach możliwe są przesiadki do innych środków transportu szynowego. Na stacjach Vanløse, Flintholm oraz Nørreport zatrzymują się pociągi szybkiej kolei miejskiej S-tog, przy czym na stacji Vanløse linia C i H, na stacji Flintholm – C, F i H, a na stacji Nørreport – A, B, C, E oraz H. Ponadto na stacji Nørreport zlokalizowanej w centralnej dzielnicy Kopenhagi Indre By istnieje możliwość przesiadki do pociągów Danske Statsbaner (DSB), m.in. pociągów szybkiej kolei szwedzkiej X2000. Na stacji Ørestad zatrzymują się także regionalne pociągi DSB. Ponadto na stacji Christianshavn (pierwszej stacji na wspólnym odcinku linii M1 i M2) istnieje możliwość przesiadki na linię M2 i kontynuowanie podróży w kierunku lotniska Kopenhaga-Kastrup. Po ukończeniu budowy linii metra M3 w 2019 r. oraz M4 w 2020 r., na stacji Kongens Nytorv jest możliwość przesiadki na te linie. Przesiadka na linię M3 jest także możliwa na stacji Frederiksberg.
Linia metra M1 jest zlokalizowana na obszarze dwóch stref biletowych. Pierwsza strefa znajduje się na centralnym odcinku linii, natomiast w strefie drugiej znajduje się jej zachodni początek.
W przyszłości, wraz z rozwojem dzielnicy Ørestad, planowane jest otwarcie dwóch nowych stacji na jej terenie – jednej na północ od obecnej stacji Ørestad, a drugiej na południe. Prawdopodobne nazwy dla tych stacji to Ørestad Nord i Ørestad Syd.